# Château de Vaulserre
Le château de Vaulserre est un château situé dans la commune de Saint-Albin-de-Vaulserre, à la sortie nord du bourg, dans le département français de l'Isère en région Auvergne-Rhône-Alpes.
Le château  et son domaine font l'objet d'un classement et d'une inscription partielle au titre des monuments historiques par arrêté du 6 décembre 1984, et d'une inscription par arrêté du  28 septembre 2007,.

## Situation et accès
Le château est situé sur le territoire de la commune de Saint-Albin-de-Vaulserre, légèrement au nord de son bourg central et de son cimetière, ainsi qu'au sud de l'agglomération du Pont-de-Beauvoisin, non loin de la RD82 et des rives du Guiers, affluent du Rhône.
La gare ferroviaire française la plus proche est la gare de Pont-de-Beauvoisin située à moins de trois kilomètres du château et de son domaine.

## Histoire
L'édifice actuel date du XVIIe siècle et a été remanié au XVIIIe siècle.

Blason des Corbel Corbeau de Vaulserre

Le château de Vaulserre fut à l'origine une maison forte dite de « Clermont ». En 1567, Jacques de Corbeau, seigneur de Saint-Franc, avait acquis d'Antoine, Comte de Clermont, les terres de Vaulserre, Saint Albin, Saint Martin, Saint Bueil et Voissant au nom de son jeune fils Humbert ou Aubert, lequel épousa Jeanne de Voissant en 1599. Au milieu du XVIIIe siècle, Antoine Corbel-Corbeau de Vaulserre est seigneur des mêmes terres, de Puy-Saint-Martin, et de Saint-Franc, en Savoie. En août 1751, il est créé marquis par Louis XV "en considération des services rendus par sa famille".
Le château fut épargné durant la Révolution française et bénéficie de nombreux aménagements importants vers 1830.
En 1848, selon l'almanach de la noblesse, les Corbel Corbeau de Vaulserre sont toujours propriétaire du domaine . Le 5e marquis, Maurice de Corbel Corbeau de Vaulserre, futur capitaine des dragons, naît dans le château en 1850. Sa fille cadette, Yolande de Vaulserre (1887-1945), transmet le domaine à la famille de son mari, Jean-Félix d'Aubigny (+ 1955), qui le lègue à son tour à sa nièce, Andrée de Parscau du Plessix, Vicomtesse Louis (Bernard) de Courville, mère de l'actuel propriétaire.
Durant la Seconde Guerre mondiale, le domaine fut réquisitionné et occupé ; son mobilier et certains aménagements intérieurs (parquets, lambris) furent pillés ou brûlés.

## Tenants du titre
Liste des marquis de Vaulserre :
- Antoine de Corbeau (1701-1761), Ier marquis de Corbeau de Vaulserre ; conseiller au parlement de Grenoble, épouse en 1731 Marie-Anne Alloïs (1714-1783)
- François de Corbeau (1736-1785), 2e marquis, officier, épouse en 1767 Gabrielle de Rachais (1750-1814)
- François-Marie de Corbeau (1773- 1849), 3e marquis, épouse en 1810 Gabrielle de La Rochelambert (1789-1878)
- Charles-François (1829-1906), 4e marquis, épouse en 1847 Hélène de Thellusson (1829-1910), dont 6 enfants.
- Maurice (1850-1909), 5e marquis, lieutenant-colonel de cavalerie, épouse en 1884 Élisabeth-Marie de Moracin de Ramouzens (1861-1924), dont 2 filles. La cadette hérite du château.
- Bruno (1853-1940), frère du précédent, 6e marquis, officier de cavalerie, épouse en 1884 Marie-Thérèse de Curel (1864-1949), dont 2 filles et 1 fils.
- François (1892-1976), 7e et dernier marquis de Corbeau de Vaulserre, mort sans postérité de ses deux mariages.

## Description

### Intérieur
L'édifice de plan rectangulaire, se présente de façon classique et homogène. Le château est le résultat de plusieurs remaniements datant du XVIIIe siècle. Le visiteur accède au  corps central par une porte de style Louis XV laquelle est surmonté d'un fronton triangulaire orné d'armoiries et d'attributs militaires, daté des années 1820, mais qui remplace un ouvrage similaire détruit durant la Révolution française. 
L'ensemble des façades est composé d'un alignement régulier de grandes fenêtres. Les hautes toitures en tuiles écaille à croupes et égouts retroussés, sont percées, sur trois faces, de lucarnes et de petites fenêtres sont situées sur le côté donnant sur le jardin. Le vestibule abritant l'escalier à limon suspendu a été décoré de peintures en trompe-l'oeil.

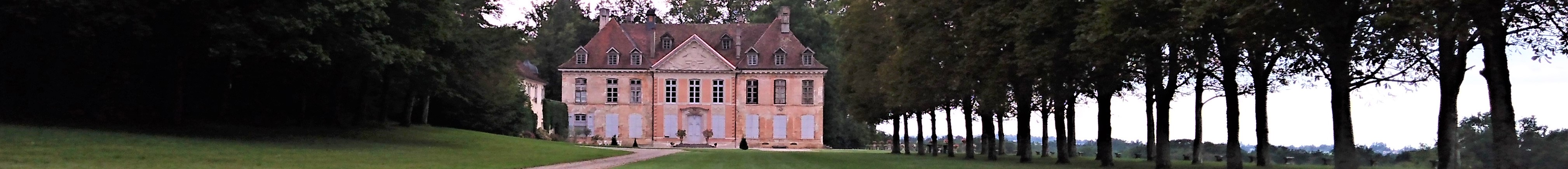
Environnement du Château de Vaulserre (parc du domaine)

### Extérieur
Situé derrière une grille monumentale, le jardin qui offre une très belle vue sur le Jura bugessien et le massif de la Chartreuse, a été transformé après la Restauration en un jardin anglais de type romantique. Vers l'ouest, un miroir d'eau dans lequel ses reflète des platanes ainsi que quatre statues de marbre représentant Apollon et les Trois Grâces. 
On peut également découvrir quelques essences rares, regroupées côté terrasse, tels que des plaqueminiers, paulownia, sophoras et des tulipiers de Virginie. Le domaine a énormément souffert du passage de la tempête de 1999.

### Classement

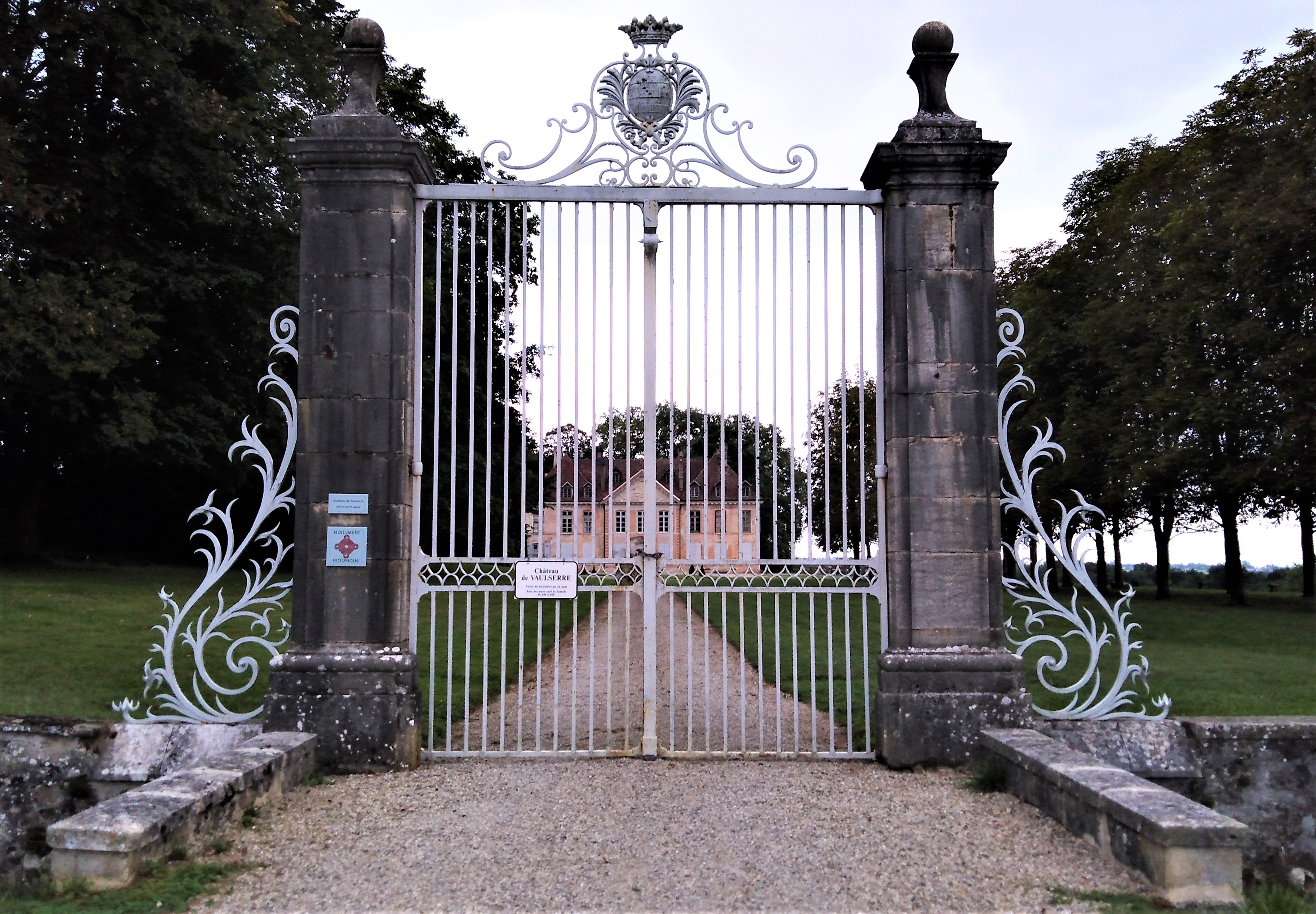
Grille du château de Vaulserre

Les éléments protégés sont la terrasse avec son mur de soutènement, le portail d'entrée avec sa grille d'entrée, la pièce d'eau avec ses statues, les façades et les toitures des communs et de la ferme situés au sud et enfin, le portail avec sa grille, proche de la pièce d'eau (arrêté du 06 avril 1984). 
Le pavillon adossé au mur de clôture de l'ancien potager, la grange, avec son mur de clôture et son pigeonnier, le portail sud et le mur de clôture de la ferme du château, le portail ouest, toutes les terrasses et allées, les façades et toitures des deux bâtiments de la ferme de la Roche, les parcelles sur lesquelles l'ensemble de ces bâtiments est implanté ont bénéficié d'une inscription par arrêté du 28 septembre 2007.

## Vaulserre dans la culture
De nombreuses scènes du film français de Jean-Paul Rappeneau, avec Juliette Binoche et Olivier Martinez, le Hussard sur le toit, sorti en 1995, ont été tournées dans le château et son domaine .